# Omar Souleyman
Ne doit pas être confondu avec Omar Suleiman.
Omar Almasikh dit Omar Souleyman (en arabe : عُمر سليمان) est un chanteur syrien Arabe, Omar Souleymane a déclaré qu'il était arabe syrien dans une interview ,Il a commencé sa carrière en 1994 en chantant dans les mariages et a publié depuis de nombreux disques et s'est produit dans le monde entier. Il produit une version modernisée de la dabka traditionnelle.

## Biographie
Omar Almasikh est né en 1966 dans le nord-est de la Syrie dans le village de Tel Amir situé à 40 km de Hassaké et de Ras al-Aïn. À partir de 1994, il commence sa carrière en se produisant dans les mariages de sa région accompagné par de nombreux musiciens. La tradition veut que ces prestations soient enregistrées, offertes aux mariés et ensuite revendus localement, ainsi il aurait enregistré entre 500 et 700 disques. Son succès coïncide avec celui de la musique chaâbi syrienne dans le Moyen-Orient, une musique populaire et festive appréciée dans les zones rurales. Cette musique comparable à de la poésie chantée se voit modernisée à l'aide de synthétiseurs et de boites à rythmes,.
Sa production finit par être remarquée en occident lorsqu'en 2004 le musicien californien Mark Gergis découvre ses disques lors d'un voyage en Syrie et publie en 2007 sur son label Sublime Frequencies une compilation baptisée Highway to Hassake. Il gagne en notoriété à l'international et participe à des festivals en Europe et en Amérique du Nord tels que Villette sonique en 2009, Glastonbury en 2011 ou South by Southwest en 2013.
Depuis le déclenchement en 2011 de la guerre civile syrienne qui a fait de sa région une zone d'intenses combats, il s'exile en Turquie, où il ouvre une boulangerie.
Il se produit lors du concert du prix Nobel de la paix en 2013.
L'album Bahdeni Nami voit le jour en juillet 2015, on y trouve des collaborations et des participations de Four Tet, Gilles Peterson, et Modeselektor.
Au mois de novembre 2021 il est arrêté à Şanlıurfa par les autorités turques pour ses liens supposés avec les Unités de protection du peuple, principale milice kurde de Syrie, qu'Ankara qualifie de « terroriste » et est libéré le lendemain.

## Discographie

### Compilations
- 2006 : Highway to Hassake (Sublime Frequencies)
- 2009 : Dabke 2020 (Sublime Frequencies)
- 2010 : Jazeera Nights (Sublime Frequencies)
- 2011 : Haflat Gharbia - The Western Concerts (2LP) (Sublime Frequencies)

### Albums
- 2011 : Leh Jani (2LP, full-length Syrian tape reissue) (Sham Palace)
- 2013 : Wenu Wenu (Ribbon Music)
- 2015 : Bahdeni Nami (Monkeytown)
- 2017 : To Syria, With Love (Mad Decent)
- 2019 : Shlon (Mad Decent)
- 2023 : Erbil (Mad Decent)